# İrina Zaretska
İrina Zaretska (Odesa, Ucrania, 4 de marzo de 1996) es una luchadora de kárate nacida en Ucrania y que representó a este país hasta el año 2014, cuando obtuvo el pasaporte de Azerbaiyán. Consiguió la medalla de plata en los Juegos Olímpicos de Tokio 2020 en la modalidad de kumite de más de 61 kg, tras perder en la final con la  egipcia Feryal Abdelaziz.

## Palmarés olímpico
| Juegos Olímpicos | Juegos Olímpicos | Juegos Olímpicos | Juegos Olímpicos |
| Año              | Lugar            | Medalla          | Categoría        |
| ---------------- | ---------------- | ---------------- | ---------------- |
| 2021             | Tokio ( Japón)   | Medalla de plata | Kumite +61kg     |